# 最後のデート
最後のデート（さいごのでーと）は、TBSフレッシュドラマシリーズ第3弾として、
1999年3月20日（土）14:00～15:00にTBS（関東ローカル）で放送されたテレビドラマである。本編の長さは約46分。
大阪では1999年7月17日（土）16:00～17:00に放送された。

## あらすじ
ある日の夕方の原宿駅前。安藤花美は、ぼんやりと歩いている中年男にいきなり「デートしよう」と声をかける。
花美は、生まれつき心臓が悪く、明日手術を受けるのだが、死ぬかもしれないので、病院を抜け出して来たのだと言う。
「死ぬ前に普通のデートがしたい」と言う花美に戸惑いながらも、花美にかつての恋人の姿を重ねた男は誘いを受けてデートすることにする。
遊園地で無邪気にはしゃぎ、盗んだバイクに2人乗りして街中を飛ばす男と花美。
徐々に打ち解け合って行く2人だが、2人にはそれぞれ隠している秘密があった。
パトカーに追いかけられた2人がバイクで辿り着いたのはラブホテル街。
花美の誘いに乗り、男もホテルに入る。
ホテルの部屋。ぎこちない男に対して、余裕の花美。
誘惑してくる花美に思わず抱きつき泣き出す男。その左腕には血が付いていた。
花美がそれに気付くと、男はさっと身を離す。
気まずい空気の中、男はシャワーを浴びに行く。
その隙を狙い、花美は男の財布から金を抜き出そうとする。
彼女は病気と偽って男の同情を誘い、金を巻き上げる常習犯だったのだ。
シャワーから出て来た男は、そんな花美の姿にショックを受け、激高する。
しかし、開き直った花美の「男なんてみんな同じ」の言葉に、男は財布を花美の方に投げ出す。
花美は、紙幣を1枚だけ財布に残し、抜き取った金を持って部屋を出て行く。
今まで経験したことのない後味の悪さに苛立つ花美。
そんな花美の後ろで、街頭ビジョンにはその日の午後に起きた殺人事件のニュースが流れていた。
男は港区のマンションで病院副院長を殺害して逃亡中の医師・西浦洋一だったのだ。
ニュースに気付かず男の正体も知らないままの花美は「お守り」代わりのブレスレットをホテルに忘れて来たことに気付く。
慌ててホテルに戻ろうとした花美は、途中でブレスレットを持って歩いている西浦を見つける。
しかし、花美が声をかけても西浦は全く気付かない。
西浦を追ってビルの屋上までやって来た花美は、そこで西浦が飛び降り自殺をしようとしているところを目撃してしまう。
花美に気付いた西浦は、自殺するのは人を殺してしまったからだと告げる。
かつて西浦は恋人がいたにもかかわらず、出世のために彼女を捨て、今の妻と結婚した。
恋人は別れた翌日に自殺。
当然のことながら妻とは上手く行っていなかったが、そんな妻が自分の上司である副院長と浮気している現場を目撃した西浦は、
開き直った妻と副院長になじられたことから発作的に副院長を殺してしまったのだ。
死に場所を探していた自分の前に、自分が自殺に追いやった恋人に似た女をよこすなんて神様は残酷だと漏らす西浦。
そんな西浦の話を聞いているうちに、花美も自分がこれまで隠して来た心の傷を思い出してしまう。
花美はかつて恋人との間に出来た子供を堕ろしたことがあったのだ。
妊娠を知った恋人は逃げ出し、1人ぼっちだった花美。
そして、堕胎した際に子供が出来にくい身体になってしまったことを知り、それ以降、花美は全てに投げやりになってしまったのだ。
西浦と一緒に死んであげるという花美。
取り乱し、本当に飛び降りようとした花美を西浦は強く抱きしめる。
落ち着きを取り戻した花美、そして西浦。
2人は初めて互いに名乗り合う。
自首することを決めた西浦。今夜のことは忘れないという花美。
2人はしっかりと抱き合った。
真夜中近く、花美が友人との待ち合わせ場所に行くと、街頭ビジョンのニュースが西浦の自首を告げていた。
複雑な思いでニュースを観る花美。
そこに現れた友人に何か特別なことがあったのか聞かれた花美は「最後のデートだから」と答える。
今夜は花美にとって10代最後の夜でもあった。（終）

## キャスト
- 安藤花美：赤坂七恵
- 西浦洋一：高橋克実
- 花美の友人：徳武利奈
- 病院副院長：早川純一
- 洋一の妻：渡辺めぐみ

## スタッフ
- 脚本：大野敏哉
- プロデューサー・演出：大久保竜
- プロデューサー補：平川雄一朗
- 演出補：波多野貴文、小林宏行
- 音楽（選曲）：御園雅也
- ロケ協力：横浜ドリームランド ほか

## エピソード
- 高橋克実は、薄くなりかかっていた頭髪をヘアスプレーで固めていたため、シャワーシーンで水を髪にかけないように顔だけに当てていた。